# アーラムギール・モスク
座標: 北緯25度18分40秒 東経83度00分36秒 / 北緯25.311度 東経83.01度

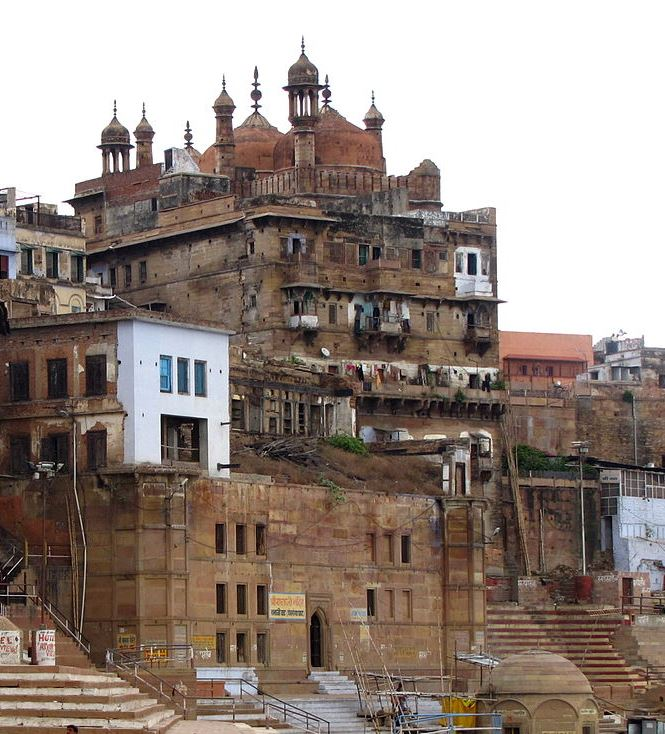
アーラムギール・モスク

アーラムギール・モスク（Alamgiri Mosque）は、インドのウッタル・プラデーシュ州、ヴァーラーナシー県の都市ヴァーラーナシーに存在するモスク。パーンチガンガー・ガート沿いにある。

## 歴史

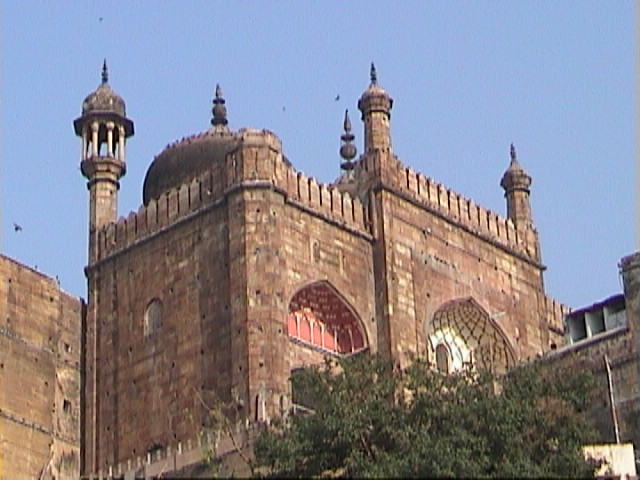
アーラムギール・モスク

17世紀、アウラングゼーブによって建設された。「アーラムギール」とはアウラングゼーブが帝位についた際、名乗った称号である。
アーラムギール・モスクはヒンドゥー寺院の跡地に立っているといわれ、その建築資材にはヒンドゥー寺院のものがつかわれているとされる。